# Ahlgrens bilar

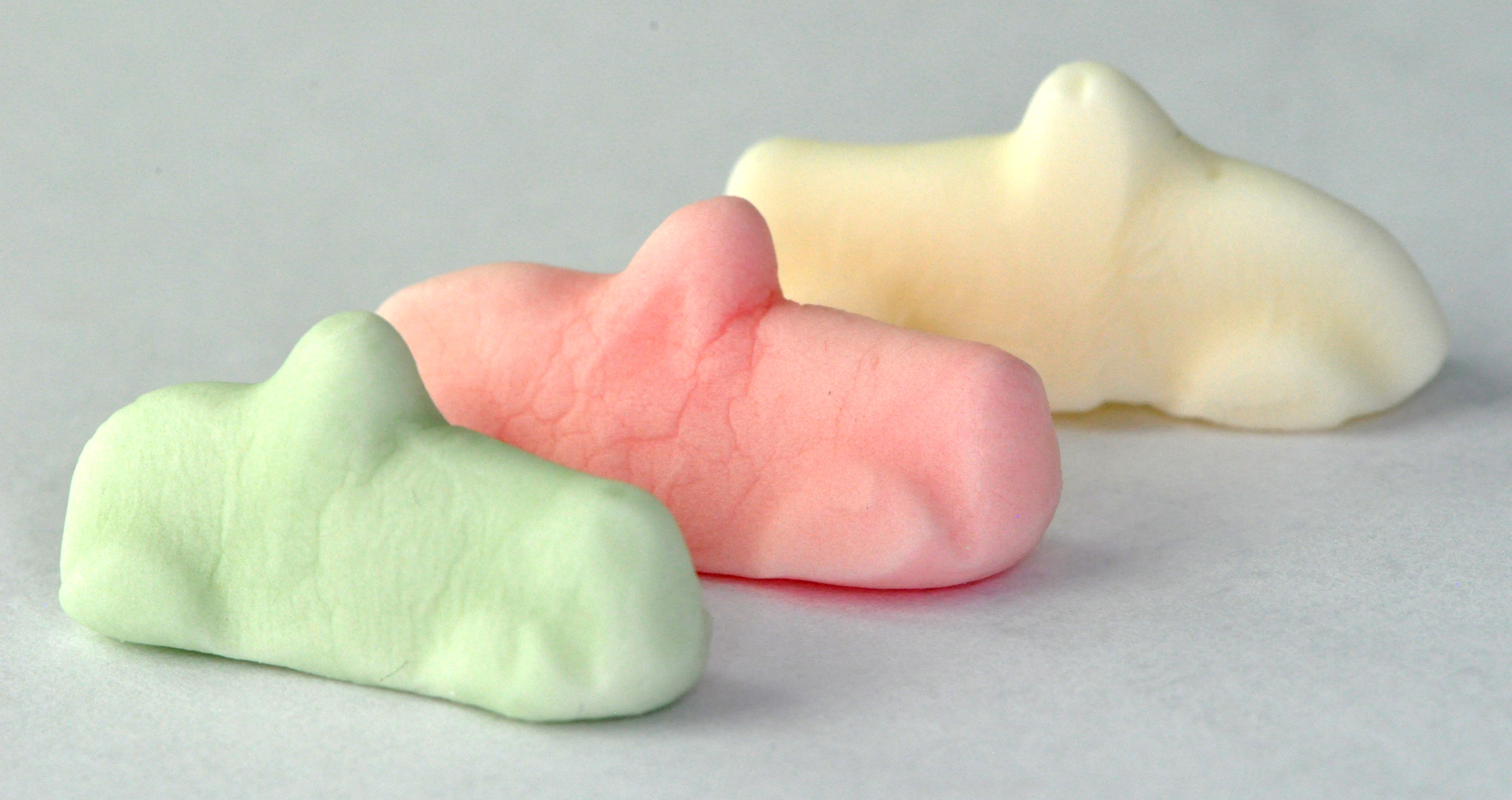
Ahlgrens bilar.

Ahlgrens bilar är ett varumärke för skumgodis tillverkat av företaget Cloetta. Originalet är format som en bil och finns i tre olika färger (vit, grön och rosa).  

## Historik
Godiset säljs främst i Sverige, men även i Norge, Danmark och Finland. Det lanserades 1953 av företaget Ahlgrens i Gävle, där det tillverkades fram till 2014.
Ahlgrens bilar föddes 1953. På fabriken ville man göra ett skumgodis som liknade amerikanska marshmallows, men trots ett flitigt experimenterande lyckades man inte göra skumbitarna stora nog. En arbetare på fabriken tyckte resultatet liknade den franska sportbilen Bugatti. Eftersom smaken ändå var tillfredsställande bestämde man sig för att lansera produkten som den var.
Ahlgrens bilar kallades i början för "skumbilar" och såldes i lösvikt, så kallade ettöresbilar. På 1970-talet lanserades bilarna som en egen profilprodukt för Ahlgrens. 
Sedan 1993, när företaget Ahlgrens köptes av Huhtamäki och varumärket Ahlgrens avvecklades, är bilarna det enda godis som fortfarande säljs under varumärket Ahlgrens.
Bilarna formgjuts i majsmjölsschabloner av en smet på socker, glukos-fruktossirap, glukossirap, gelatin, majsstärkelse, vegetabilisk olja och aromer. Massan tillsätts E270 (mjölksyra), E903 (karnaubavax för att inte bilarna ska klibba), E120 (karminsyra till de rosa bilarna) och E141 (klorofyllinkopparkomplex till de gröna bilarna).
Under 2010 tillverkades nära 4 miljarder Ahlgrens bilar i fabriken.

## Citat
I en reklamslogan användes följande citat:
- Sveriges mest köpta bil! (tidigare med tillägget - har ingen broms!)
- Det finns bara ett sätt att stoppa den - i munnen!

## Upplagor

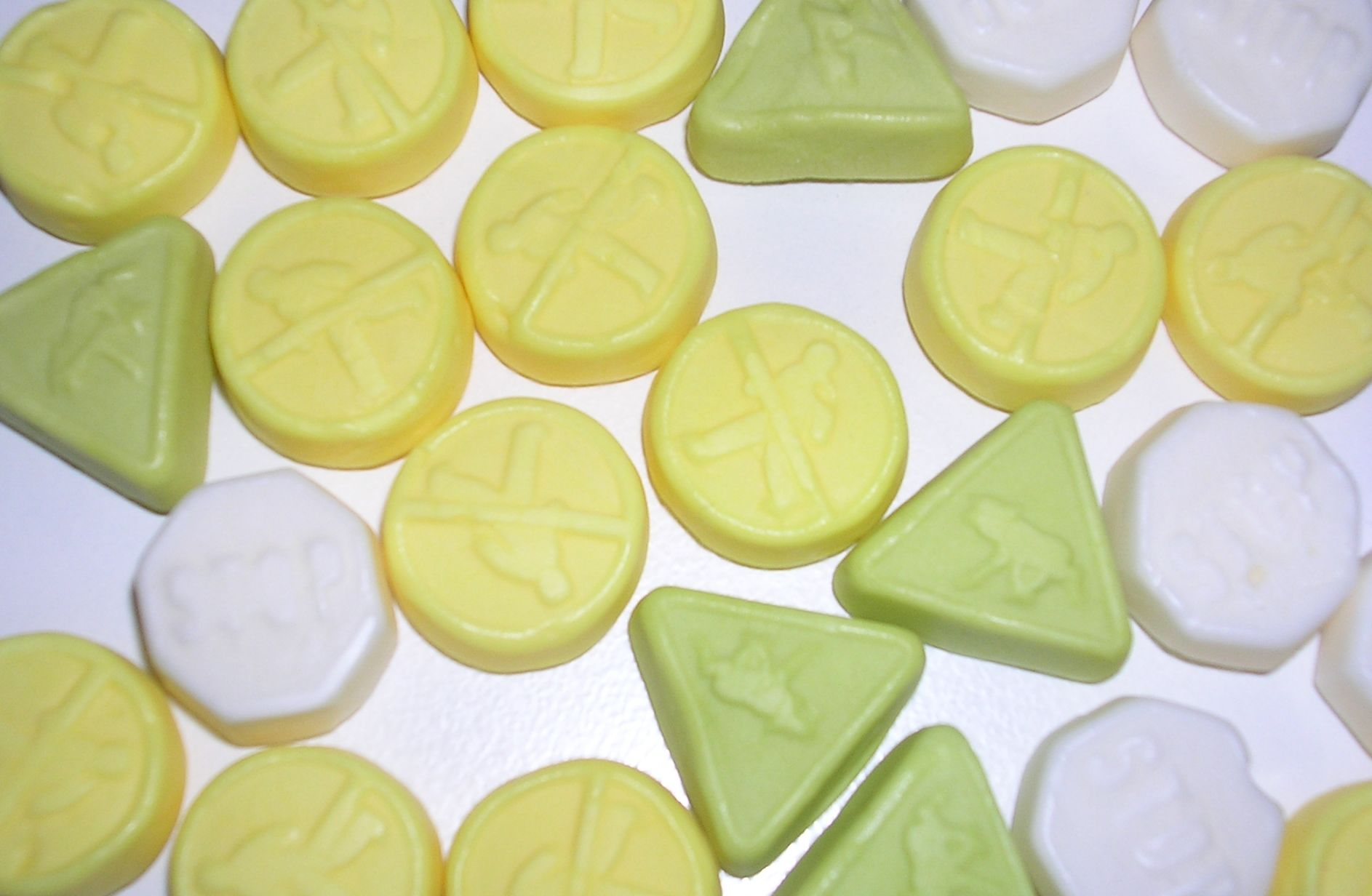
Ahlgrens bilar Syrliga skyltar.

År 2003 utvidgades varumärket med "biltillbehör" genom lanseringen av Ahlgrens bilar Lakritsdäck. Dessa hade världspremiär på Stockholms bilsalong i april 2003. Sedan dess har även Ahlgrens bilar Syrliga skyltar lanserats.
Under 2008 tillverkades också Ahlgrens bilar Sursockrade som verkar stanna kvar i marknaden som obegränsade upplagor.
Hösten 2009 kom Ahlgrens små bilar bestående av miniatyrbilar i 20-grams påsar. I februari 2010 lanserades Ahlgrens bilar Saltlakrits. 
Under våren 2010, lanserades Ahlgrens bilar Limousiner, samma smaker som de vanliga men i större (längd omkring 40 mm) format som lösviktsgodis. Till OS i London 2012 gjordes dubbeldäckare som liknade dubbeldäckarna i London. I mars 2013 kom Ahlgrens Bilar Fruktkombi. 

### Begränsade och tillfälliga upplagor
Bilen tillverkas i form av Volvo V70, skala 1:180 under namnet Volvo V70 limited soft edition i en begränsad upplaga på 40 ton (ca 285 000 påsar). Påsarna såldes från vecka 14, 2008.
Hösten 2006 lanserades en ny modell. Denna var en bil med överdrag av mörk choklad och hette Ahlgrens bilar Chokladlackerade originalbilar. Hösten 2008 kom ännu en ny tillfällig modell under namnet Ahlgrens bilar Mjölkchokladsplashade originalbilar (som även återkom hösten/vintern 2009/2010 i två storlekar: 80 resp. 110 gram). Den senaste i ordningen av begränsade utgåvor är Ahlgrens bilar Husvagnar som lanserades april 2009 och tillhör serien originaltillbehör och består av skumgodis med Fruxo-fruktsmaker.
Förutom normalstora påsar Ahlgrens bilar har även av originalet tagits fram mindre påsar, däribland en innehållande 30 gram som medföljer den av Malaco producerade godispåsen Tom and Jerry med blandade konfektyrer.
I samband med Christer Fuglesangs rymdresa i augusti 2009 togs på hans begäran fram 100 st påsar Ahlgrens bilar Rymdfarkoster (Ahlgrens bilar Nu i rymden). Hälften av dessa lottades ut under september 2009 till konsumenter med bäst motivering, resterande såldes i Gävleområdet.
I samarbete med bröstcancerfonden såldes Ahlgrens bilar Rosa Rattar under 2009/2010. 

#### Jultillbehör
- Tomteslädar – Under julen 2006 och 2007 tillverkades godiset i form av en släde
- Julgran – Under julen 2008 och 2009 samt 2010 tillverkades godiset som julgranar.
- Jultillbehör - Under julen år 2021 tillverkades de även som julgranar under namnet "Ahlgrens bilar Jultillbehör"